# Ania Brachaczek
Ania Brachaczek, właśc. Anna Karolina Brachaczek (ur. 27 maja 1979 w Tarnowskich Górach) – polska wokalistka i autorka tekstów, a także muzyk i kompozytorka, instrumentalistka. Ania Brachaczek znana jest przede wszystkim z występów w zespole muzyki alternatywnej BiFF. Wraz z grupą otrzymała dwukrotnie nagrodę polskiego przemysłu fonograficznego Fryderyka. Wcześniej śpiewała w zespole Pogodno, grała także na gitarze basowej w formacji Los Trabantos. Współpracowała ponadto z zespołem Acid Drinkers oraz wokalistami Muńkiem Staszczykiem i Czesławem Mozilem. Obecnie śpiewa i gra na basie w zespole SiQ, z którym nagrała płytę o tym samym tytule.

## Dyskografia
Występy gościnne
| Rok  | Wykonawca/Album                                          | Utwór                                             | Źródło |
| ---- | -------------------------------------------------------- | ------------------------------------------------- | ------ |
| 2008 | Czesław Śpiewa – Debiut                                  | - „Pożycie małżeńskie”                            | [ 2 ]  |
| 2010 | Muniek Staszczyk – Muniek                                | - „Stary Boy”                                     | [ 3 ]  |
| 2010 | Acid Drinkers – Fishdick Zwei – The Dick Is Rising Again | - „Love Shack”                                    | [ 4 ]  |
| 2012 | Paresłów – Elektrohop                                    | - „Mój miły głos”                                 | [ 5 ]  |
| 2017 | Azyl P. – Azyl P. i przyjaciele                          | - „Och Lila” - „Daj mi swój znak” - „Mała Maggie” | [ 6 ]  |
| 2017 | Abodus – Labirynt                                        | - "Idę dalej"                                     | [ 7 ]  |

Notowane utwory
| Rok  | Tytuł                                                     | Pozycja na liście | Pozycja na liście | Album                                    |
| Rok  | Tytuł                                                     | LP3               | SLiP              | Album                                    |
| ---- | --------------------------------------------------------- | ----------------- | ----------------- | ---------------------------------------- |
| 2010 | Acid Drinkers – „Love Shack” (gościnnie: Ania Brachaczek) | 1                 | 8                 | Fishdick Zwei – The Dick Is Rising Again |

Kompilacje różnych wykonawców
| Rok  | Tytuł                         | Utwór                                                                                    | Źródło |
| ---- | ----------------------------- | ---------------------------------------------------------------------------------------- | ------ |
| 2012 | Morowe panny                  | - Ania Brachaczek – „Strach” - Fala/Paresłów, Ania Bachraczek – „Upnij we włosach”       | [ 10 ] |
| 2013 | Panny wyklęte                 | - Ania Brachaczek, MRR – „Jest mi zimno” - Ania Brachaczek, Darek Malejonek, MRR – „Noc” | [ 11 ] |
| 2014 | Panny wyklęte: wygnane vol. 1 | - Ania Brachaczek, MRR – „Wariatka”                                                      | [ 12 ] |
| 2015 | Panny wyklęte: wygnane vol. 2 | - Ania Brachaczek, MRR, Mona – „Raj”                                                     | [ 13 ] |